# Естер Джоел Сансува
Пані Естер Джоел Сансува (англ. Esther Joel Sunsuwa) — нігерійський дипломат. Тимчасово повірена у справах Нігерії в Україні (з 2014), та в Молдові, Литві, Грузії, Латвії та Естонії за сумісництвом.

## Нагороди та відзнаки
- Медаль "15 років Африканському Союзу"[5]